# ناو کریستوبال کولون
ناو کریستوبال کولون (به انگلیسی: Spanish cruiser Cristóbal Colón) یک کشتی بود که طول آن ۳۶۶ فوت ۸ اینچ (۱۱۱٫۷۶ متر) بود. این کشتی در سال ۱۸۹۶ ساخته شد.